# فاوكافيسك
فاوكافيسك (بالبيلاروسية: Ваўкавыск, Волковыск) هي مدينة في مقاطعة هرودنا في روسيا البيضاء.
يبلغ عدد سكانها حوالي 43,826 نسمة.

## المناخ
يظهر الجدول التالي التغييرات المناخية على مدار السنة لفاوكافيسك:
| البيانات المناخية لـفاوكافيسك     | البيانات المناخية لـفاوكافيسك | البيانات المناخية لـفاوكافيسك | البيانات المناخية لـفاوكافيسك | البيانات المناخية لـفاوكافيسك | البيانات المناخية لـفاوكافيسك | البيانات المناخية لـفاوكافيسك | البيانات المناخية لـفاوكافيسك | البيانات المناخية لـفاوكافيسك | البيانات المناخية لـفاوكافيسك | البيانات المناخية لـفاوكافيسك | البيانات المناخية لـفاوكافيسك | البيانات المناخية لـفاوكافيسك | البيانات المناخية لـفاوكافيسك |
| الشهر                             | يناير                         | فبراير                        | مارس                          | أبريل                         | مايو                          | يونيو                         | يوليو                         | أغسطس                         | سبتمبر                        | أكتوبر                        | نوفمبر                        | ديسمبر                        | المعدل السنوي                 |
| --------------------------------- | ----------------------------- | ----------------------------- | ----------------------------- | ----------------------------- | ----------------------------- | ----------------------------- | ----------------------------- | ----------------------------- | ----------------------------- | ----------------------------- | ----------------------------- | ----------------------------- | ----------------------------- |
| الدرجة القصوى °م (°ف)             | 11.6 (52.9)                   | 17.3 (63.1)                   | 22.3 (72.1)                   | 29.4 (84.9)                   | 32.2 (90.0)                   | 35.0 (95.0)                   | 37.8 (100.0)                  | 37.3 (99.1)                   | 31.5 (88.7)                   | 28.6 (83.5)                   | 19.9 (67.8)                   | 15.4 (59.7)                   | 37.8 (100.0)                  |
| متوسط درجة الحرارة الكبرى °م (°ف) | −1.4 (29.5)                   | −0.3 (31.5)                   | 5.1 (41.2)                    | 13.4 (56.1)                   | 20.1 (68.2)                   | 22.7 (72.9)                   | 24.8 (76.6)                   | 24.3 (75.7)                   | 18.7 (65.7)                   | 12.4 (54.3)                   | 4.7 (40.5)                    | −0.4 (31.3)                   | 12.0 (53.6)                   |
| المتوسط اليومي °م (°ف)            | −4.1 (24.6)                   | −3.3 (26.1)                   | 1.2 (34.2)                    | 8.3 (46.9)                    | 14.5 (58.1)                   | 17.4 (63.3)                   | 19.2 (66.6)                   | 18.6 (65.5)                   | 13.4 (56.1)                   | 7.8 (46.0)                    | 1.7 (35.1)                    | −2.8 (27.0)                   | 7.7 (45.9)                    |
| متوسط درجة الحرارة الصغرى °م (°ف) | −6.7 (19.9)                   | −6.1 (21.0)                   | −2.2 (28.0)                   | 3.7 (38.7)                    | 9.1 (48.4)                    | 12.3 (54.1)                   | 14.1 (57.4)                   | 13.4 (56.1)                   | 8.9 (48.0)                    | 4.0 (39.2)                    | −0.8 (30.6)                   | −5.2 (22.6)                   | 3.7 (38.7)                    |
| أدنى درجة حرارة °م (°ف)           | −35.5 (−31.9)                 | −33.6 (−28.5)                 | −24.2 (−11.6)                 | −12.7 (9.1)                   | −2.8 (27.0)                   | 2.5 (36.5)                    | 5.2 (41.4)                    | 1.5 (34.7)                    | −4.5 (23.9)                   | −11.4 (11.5)                  | −24.6 (−12.3)                 | −27.2 (−17.0)                 | −35.5 (−31.9)                 |
| الهطول مم (إنش)                   | 29 (1.1)                      | 28 (1.1)                      | 30 (1.2)                      | 45 (1.8)                      | 50 (2.0)                      | 94 (3.7)                      | 86 (3.4)                      | 67 (2.6)                      | 61 (2.4)                      | 31 (1.2)                      | 38 (1.5)                      | 35 (1.4)                      | 594 (23.4)                    |
| متوسط الرطوبة النسبية (%)         | 85                            | 83                            | 78                            | 68                            | 66                            | 72                            | 72                            | 71                            | 76                            | 80                            | 86                            | 88                            | 77                            |
| المصدر: Pogoda.ru.net             |                               |                               |                               |                               |                               |                               |                               |                               |                               |                               |                               |                               |                               |

## توأمة
لفاوكافيسك اتفاقيات توأمة مع كل من:
- سيدلس
- غوسيف
- Șoldănești [الإنجليزية]‏

## أعلام
- بنجامين بلامنفيلد
- ديفيد يانوفسكي
- شيم يانوفسكي
- زيراح فرهابتيغ
- لودفيك بنوا